# Vámospércs
Vámospércs [vámošpérč] (rumunsky Vama Perții) je město ve východním Maďarsku v župě Hajdú-Bihar, spadající pod okres Nyíradony, blízko rumunských hranic. Nachází se asi 15 km východně od Debrecínu. V roce 2015 zde žilo 5 362 obyvatel. Podle údajů z roku 2001 zde bylo 97 % obyvatel maďarské a 3 % obyvatel romské národnosti.
Nejbližšími městy jsou Debrecín, Létavértes a rumunské Valea lui Mihai. Blízko jsou též obce Bagamér, Nyírábrány, Nyírmártonfalva a Újléta.